# 楠木正忠
楠木 正忠（くすのき まさただ）は、戦国時代の武将・大名。初名は川俣 忠盛（かわまた ただもり）。楠木氏嫡流伊勢楠木氏第6代当主。伊勢国北勢四十八家楠（くす）城城主。楠木正成の子孫正充の子で正具の父。一次史料では「下浦兵部少輔」「楠兵部大輔」として現れる。伊勢国司北畠家・神戸氏と縁戚関係を結び、さらに公卿山科言継と関係を深め、伊勢楠木氏の勢力を強めて中興の祖となった。同族の正虎の活躍により、先祖朝敵の汚名を返上し、楠木姓も回復した。しかし、最晩年に、織田信長の伊勢侵攻に屈して独立諸侯としての地位を喪失、織田氏家臣滝川一益に従属する与力大名となったまま、失意のうちに没した。

## 生涯

### 楠木氏の再興
明応7年（1498年）、伊勢楠木氏当主第5代当主楠木正充（公的には川俣正充）と沢田景盛の娘の間に誕生（『全休庵楠系図』）。母方の沢田家は伊勢皇大神宮（内宮）の神主家荒木田氏の嫡流家系である。
兄に正統（のち伊勢高岡（今の三重県鈴鹿市高岡町）に移り馬路宮内に改名）、千子派/坂倉関派の刀工となった坂倉正利、姉に北勢四十八家千種氏の養女となった人物がいる（『全休庵楠系図』）。正利はともかくも、長兄の正統を差し置いて嫡子になった理由は不明。甥にあたる馬路正統は近江国甲賀山村氏の祖となり、馬路正頼は柴田勝家家臣山路正国に仕えている（『全休庵楠系図』）。
忠盛（正忠）が産まれた当時、楠木氏は南朝に味方した逆賊と見なされており、公的には川俣氏などの変名を使用していた（『全休庵楠系図』）。事実、後に宗牧の日記『東国紀行』では、彼は楠木氏の人ではなく「下浦兵部少輔」という偽名で記されている。一方、山科言継の日記『言継卿記』では、楠木氏が勅免を得る以前の日付から「楠兵部大輔」と記されており、彼が「朝敵」楠木の当主であることは公然の秘密だったようである。
この頃、伊勢国北部は北勢四十八家と呼ばれる小勢力が群雄割拠しており、どう勢力を伸ばすかが課題だった。忠盛（正忠）は伊勢国有数の大勢力である関氏の一族の関盛実の娘を正室に迎え、永正13年（1516年）、長男の正具が産まれる（『全休庵楠系図』）。しかし、正妻は早逝した（『全休庵楠系図』）。
大永7年2月23日（1527年3月25日）、父の正充が死去（『全休庵楠系図』）。この時に家督を継いだと考えられる。
当主となった後、関氏出身の妻が早逝したこともあったためか、関氏の庇護を離れて、神戸氏とその背後にいる伊勢国司北畠家に接近し、嫡子の正具と神戸氏当主神戸具盛（北畠家出身）の娘を結婚させた（『全休庵楠系図』『勢州軍記』）。正具は後に伊勢国司北畠家の重要拠点の一つである大河内城に転居した（『全休庵楠系図』）。四十八家の一つ赤堀氏も神戸氏と縁戚関係を結んだため、ここに北畠家 ・神戸氏 ・伊勢楠木氏・赤堀氏の大同盟が成立し、伊勢国内の他の勢力に対し有利な状況となった。
楠木氏で久々に頭角を表したためか、忠盛（正忠）は伊勢の史書に名前や行動がしばしば現れるようになり、『勢志軍用記』にも「本郷村楠十郎」の名が見える（本郷村は楠村の異称）。

### 同時代史料への登場
天文13年（1544年）11月4日、連歌師宗牧が、忠盛（正忠）の居城である楠（くす）を訪れている（『東国紀行』天文13年11月4日条）。宗牧は前日3日昼過ぎに浜田城を出立、城主の羽盛光義が同道し、今の塩浜周辺に来たところで、「下浦兵部少輔」と称する城主に出迎えられ、宿の蔵春軒に宿泊した。4日、連歌会が開かれ、宗牧は楠の風景を「わだつ海のかざしの花か雪もなし」「水鳥のをりはへあやのうき藻かな」と詠んだ。宗牧が次の行き先である桑名への旅を急いだため、同日、下浦兵部少輔とその息子の彦次郎は、湊の側の小庵で宗牧と餞別の宴を開いて見送った。宗牧を賊から護るため、舟には下浦一族（楠木一族）の左馬允とその部下の武士たちが同行した。
天文22年（1553年）11月24日、権中納言（後に権大納言）山科言継に使者を送り、楠地域の中にある東福寺末寺（臨済宗）の後継者にするため、言継の子の鶴松丸（後の薄諸光）を猶子にしたいと所望した（『言継卿記』天文22年11月24日条）。言継は内々に了承した。日記には「楠兵部大輔」と記されており、9年の間に兵部少輔から昇進しており、勅免が出る前から正式でないとはいえ公家社会で楠、楠木と認められていたことがわかる。
天文23年（1554年）3月19日、出納右京進重弘が山科言継のもとに訪れて、去年九州探題が鶴松丸を所望していたと申し出てきたが、勢州（の楠木氏）へ約束していた件だから、是非に及ばず（仕方がない）と返答した（『言継卿記』天文23年3月19日条）。
弘治2年（1556年）、当時権中納言を辞していた50歳の山科言継は、駿河国の大名今川義元を訪れるため、その旅程の途上で、9月に正忠のもとに滞在している（『言継卿記』弘治2年9月条）。近江国の六角義賢被官進藤氏から千種氏・楠木氏宛の書状・過書（関所通行の許可証）を得た言継は、9月15日に伊勢国千草に到着。千種三郎左衛門（後藤賢豊の弟で、北勢四十八家千種家当主）は所用で不在だったが、馬二頭と送別の人夫を手配してくれており、15日午後には千草を出発、夕方には楠（くす）に到着し、「どろ塚」の才松九郎左衛門の宿に落ち着いた。進藤氏の使者と山科家の青侍（家臣の侍）の沢路隼人佑を楠城に使わすが、当主の楠兵部大輔（楠木正忠）は不在で、代わりに同族の藤六という者が応対した。
9月16日、楠兵部大輔から船が手配されるが、小舟であったことから言継が不安がったため、楠兵部大輔と宿の主人の才松が追加出資して、翌日に才松の船で渡海することに決まった。言継は返礼のため楠城に赴いて、楠兵部大輔と中門で対面し、太刀と「牛黄円」という漢方薬5貝を贈呈した（言継は薬剤師としても名高かった）。二人の仲は良好だったらしく、「落馬云々」ということについて、笑い合った。また、兵部大輔も先程の贈呈への再返礼として、藤六を介して言継に太刀を贈った。そこへ連蔵主（れんぞうす）という僧が来て、前々から交渉していた鶴松丸猶子の件を催促したが、言継は結局奈良の寺に入れることにした、と言って断った（実際はこれも方便であり、のちに鶴松丸は参議薄以緒の養子になる）。帰り道は兵部大輔の親族と思われる「楠左馬助」とその息子の右衛門尉が同道し、宿で一杯を酌み交わした。天文13年に正忠の家臣に左馬允という者がいるため（前述）、左馬助は昇進した同一人物とも考えられる。そこへ近所に住む病気の僧が現れたので診察を行った。
9月17日、言継が出立しようとすると、前日の病僧が一週間の追加滞在を希望したが、旅を急ぐのでといって断って薬を渡し、謝礼50疋は受け取らずに宿の主人の才松へ預けた。言継はその他各方面に薬や代金を渡し、楠を出立し、三河国に向かった。

### 楠木氏に復姓
永禄2年（1559年）11月20日、高名な書家の大饗正虎が朝廷に楠木氏再興運動を働きかけた結果、朝廷から楠木氏への赦免状が発行され、晴れて正虎は「楠木正虎（楠正虎）」を名乗るようになった（『旧讃岐高松藩士楠氏家蔵文書』）。正忠もまた六角氏からこの事実を通達され、公的に楠木氏へ復姓した（『全休庵楠系図』）。なお、正忠は初名の忠盛をあるとき正忠に改名したとされ（『全休庵楠系図』）、その正確な時期は不明だが、この時点で楠木氏の通字の「正」を加えた可能性はある。
正忠と正虎は同じ楠木氏といっても、系図で分かれた時期は6代は遡るため、二人の直接関係は不明。ただ、正虎は伊勢楠木氏の拠点の一つである伊勢国神戸に居住していたことがあり、また正忠と同様、正虎も山科家と親しかった（楠木正虎の項を参照）。そのため、正忠も赦免について何か関与していた可能性は考えられなくもない。
六角氏から通達が届いたことについては、楠木氏と六角氏が友好関係にあったことは、一次史料である前述の山科言継の日記からも確かめることができる。また、天文18年（1549年）12月5日に六角義賢が村田左近大夫信重という人物に宛てた書翰があり（『全休庵村田系図』所収）、村田氏と伊勢楠木氏は縁戚関係であるから、この辺りからも六角氏との結びつきが証される。

### 織田信長に敗退、服属
永禄10年（1567年）、織田信長が数万の軍勢で伊勢北部を攻め、南部、加用、梅津、冨田などを服従させた（『勢州軍記』）。楠城の楠木家（正忠）ははじめ服属に応じず防戦したが、衆寡敵せず、降伏して織田軍の先導者となった（『勢州軍記』）。一次史料によれば、10月20日には敵が攻めてくるとのことで楠（くす）の地は大騒ぎになっており、22日には河曲郡全体が戦火の煙に包まれていた（里村紹巴『紹巴富士見道記』）。『総見記』（『織田軍記』、貞享2年（1685年））は、史料としては余り信用できないが、「信長公、此の勢を合わせて楠が城へ押し寄せ、十重・二十重に取り巻いて攻め戦い給う。城の本人楠十郎随分防ぎ戦うといえども（中略）纔（わずか）の勢にて堪え難くこれも終に降参して先懸けの人数に加わる」（引用は正確ではなく、漢字や仮名使い等適当に修正）と一応この事件を取り上げてはいる。『勢陽雑記拾遺』や『勢州四家記』も、降伏した楠十郎が山路弾正の守る高岡城までの案内役を務めたことを記している。
永禄11年（1568年）、信長の伊勢再侵攻で北畠家は降伏し、その信長の子を嗣子北畠具豊（後の織田信雄）として迎え入れた。北勢四十八家も滝川一益の支配下におかれ、楠木も与力の一つとなった（『勢州軍記』）。
永禄12年（1569年）、嫡子の正具が伊勢国を出奔して本願寺の顕如配下となり、織田信長に最期まで抗戦する構えを見せる（『全休庵楠系図』）。
元亀2年（1571年）9月、老齢のため隠居して伊勢国関（現在の三重県亀山市関町地区）に移り、出家して西蓮院実浄を名乗った（『全休庵楠系図』）。このとき、嫡子の正具が既に国を出奔していた上に、正具には男子がいなかったため、正具の娘の子の村田盛信（楠木正盛）を正具の養子とし、楠木氏の継承権を与える（『全休庵楠系図』）。
天正2年（1574年）5月、関で病死、享年は数え77歳（『全休庵楠系図』）。

## 異説
『楠町史』が載せる増補版『全休庵楠系図』では、弘治4年（1558年）、正忠は佐々木承禎（六角義賢）の偏諱を受けて貞孝を称したとしている。しかし、藤田精一が蒐集した同系図にはこの文は存在せず、この追加文が何に拠ったか不明である。
『楠町史』は、正忠は天正2年には病死しておらず、その後も実は生きていて、織田信孝に従い濃州岐阜城で敗れ（賤ヶ岳の戦い）、天正11年5月2日に死去したなどとしている。しかし、やはり典拠が示されず何に拠ったか不明。菩提寺である正覚寺の過去帳に「大光院殿義山禅忠大居士　天正10年3月2日　戦死濃州落城」とあるのに近いが、この過去帳は幕末である安政3年（1856年）に再編纂されたものであり、慶安（1648–1652）に編纂された『全休庵楠系図』より200年以上時代が下る。